# توماس ويلسون (سياسي أمريكي)
توماس ويلسون (بالإنجليزية: Thomas Wilson)‏ هو سياسي أمريكي، ولد في 1772 في مقاطعة نورثمبرلاند في الولايات المتحدة، وتوفي في 4 أكتوبر 1824 في إيري في الولايات المتحدة. حزبياً، نشط في الحزب الجمهوري. وقد انتخب عضو مجلس نواب بنسيلفانيا وانتخب عضو مجلس النواب الأمريكي.